# Colotis hildebrandti
Colotis hildebrandti is een vlindersoort uit de onderfamilie Pierinae van de familie van de witjes (Pieridae).
De wetenschappelijke naam werd in 1884 als Callosune hildebrandti gepubliceerd door Otto Staudinger.